# Mario & Luigi: Dream Team
Mario & Luigi: Dream Team, conocido en Europa como Mario & Luigi: Dream Team Bros.y en Japón como Mario & Luigi RPG 4 Dream Adventure (マリオ&ルイージRPG4ドリームアドベンチャー Mario ando Ruīji Ārupījī foru dorīmuadobenchā), es un videojuego de rol desarrollado por AlphaDream y distribuido por Nintendo para la Nintendo 3DS en 2013. Se trata de la cuarta entrega de la serie Mario & Luigi, siendo parte de la franquicia de Mario. La historia del juego sigue a Mario y su hermano Luigi quienes, luego de ser invitados a la Isla Pi'illo para unas vacaciones, se ven envueltos en un viaje para recuperar un poderoso artefacto antes de que Bowser y Antasma lo usen con malas intenciones. El título se desarrolla desde una perspectiva de arriba hacia abajo y el jugador controlando a los dos personajes simultáneamente, resolviendo acertijos y sesiones de plataformas, y superando batallas por turnos tanto en la isla, como en el Mapa del mundo. También se hace uso de los sueños de Luigi, llamados «El mundo de los sueños», donde cambia a una perspectiva bidimensional de desplazamiento lateral y enfatiza el uso de plataformas basados en el personaje para su beneficio. El combate es por turnos en ambos mundos.
Dream Team se hizo para enfatizar en Luigi debido a la decisión del desarrollador de centrarse únicamente en ellos como personajes y la sensación de que este a menudo estaba subrepresentado en la serie. La idea original era crear un escenario que involucrara a varios de estos en la pantalla a la vez y, a medida que se conceptualizaban más ideas con temas del personaje, se estableció un escenario de ensueño para justificar su inclusión. La construcción de mundos se rediseñó para ser tridimensional, por primera vez en la serie, pero los personajes conservaron sus cualidades bidimensionales con una profundidad estereoscópica recientemente agregada. Los personajes se crearon no solo para superar los límites de la expresión cómica, sino también para probar las restricciones del equipo de la propiedad intelectual de Nintendo. El videojuego se anunció en el E3 de 2013 y lanzado en julio a nivel internacional y principios de agosto en América del Norte.
El lanzamiento también se hizo coincidir con El año de Luigi, la celebración del 30 aniversario del personaje que vio muchos títulos y productos orientados hacia él. La recepción de la crítica de Dream Team fue en general positiva, siendo elogiada por su escritura, personajes, combate y partes de El mundo de los sueños, y opiniones encontradas sobre los gráficos y construcción de mundos. Las ventas debutaron bien en los primeros meses pero no cumplieron con las expectativas de Nintendo; a partir de 2020, el juego ha vendido 2,62 millones de copias y es unos de los videojuegos más vendidos de Nintendo 3DS. La última entrega original de la serie, Mario & Luigi: Paper Jam Bros., lanzada en 2015 para Nintendo 3DS.

## Jugabilidad
Mario & Luigi: Dream Team presenta un juego de rol de arriba hacia abajo similar a los títulos anteriores de Mario & Luigi; el jugador controla simultáneamente a Mario y Luigi, que están asignados por botones separados en la Nintendo 3DS. Ambos exploran los escenarios, la isla Pi'illo y su mundo exterior, con los lugares de la isla actuando como niveles individuales. El supramundo contiene acertijos y minijuegos para que los complete el usuario, y algunas plataformas elementos que dificultar la progresión. A medida que avanza, el dúo aprenderá nuevos «Ataques Bros.», que se incorporan para resolver acertijos o alcanzar áreas previamente inaccesibles.
Para salvar a los habitantes de la isla Pi'illo, se requiere que Mario ingrese al «Mundo de los sueños», que tiene lugar dentro de los sueños de su hermano, y Mario recibe la ayuda del este perro del Mundo de los sueños llamado «Luigi soñador». Los aspectos este mundo son bidimensionales y se centran en las plataformas, y son visibles en la pantalla superior de la consola. En la pantalla inferior esta el personaje dormido, y cuando se interactúa con él usando la pantalla táctil, los aspectos del mundo de los sueños se ven afectados. Por ejemplo, hacer que estornude hará que sople una ráfaga de viento. Mario puede tomar el mando de un grupo cada vez más poblado de estos conocido como «Luiginoides», que adquiere nuevas habilidades y formas a medida que avanza el título, como romper bloques y rodar cuesta abajo en formación de bola.
El combate en Dream Team se basa por turnos; cuando el dúo se encuentre con un enemigo en ambos mundos, comenzará una secuencia de batalla. El jugador puede obtener varias armas y utilidades en la isla Pi'illo que ayudan en estas y ayudan a dar una ventaja sobre el enemigo. Cuando se selecciona un ataque, se debe presionar los botones con tiempo para ejecutar con éxito el ataque y maximizar el daño al enemigo. Los ataques Bros. aprendidos en el supramundo también se pueden usar en las batalla, que requieren entradas más complejas pero causan más daño. También puede usar diferentes entradas para defenderse de los ataques enemigos o para evitar recibir daño por completo. En el mundo de los sueños, Mario cuenta con la ayuda de personajes de ese mundo; en lugar de los ataques Bros. están los «Ataques Luiginoides», que también incorporan a estos, como inclinar la consola para dirigir una bola rodante para atropellar a un enemigo. Las batallas contra jefes implican girar la 3DS de lado en forma de retrato, y Luigi soñador asume una formación gigante para derrotar a otro enemigo del mismo tamaño. El videojuego ofrece un modo fácil y difícil, que determina la dificultad del combate y las batallas contra jefes.

## Historia
Un día, el Dr. Snoozemore el propietario de la isla, invita a Mario, Luigi, Princesa Peach y Toadsworth a visitar la isla Pi'illo. Llegan y se encuentran con Broque Monsieur que los escolta hasta el Castillo. Peach y Toadsworth activan accidentalmente una plataforma móvil que los lleva a lo profundo de las ruinas subterráneas debajo del castillo y Mario y Luigi los persiguen. Se reúnen y descubren una sala de colección secreta con reliquias del antiguo Reino. Distraído, Luigi se duerme en una cama expuesta en la habitación, lo que abre un portal al mundo de los sueños. Una figura oscura emerge del portal y secuestra a Peach, y Mario los persigue. Conoce a su versión soñador de su hermano, quien decide guiar a través este mundo. Mientras busca a Peach, Mario salva al Príncipe Dreambert, quien les dice a los dos que la isla Pi'illo recibe sus poderes de sueño antes mencionados a través de la «Piedra del Sueño» y la «Piedra Oscura», las cuales también tienen el poder de conceder deseos. También les habla de Antasma, el villano con forma de murciélago que ha sido detenido en el mundo de los sueños después de destruir la Piedra Oscura, que ha escapado y está buscando la Piedra del Sueño, con la intención de usarla para obtener poder. El dúo, con la ayuda del personaje soñador en el Mundo de los Sueños, viajan para encontrar dicha piedra antes que Antasma. Mientras tanto, Bowser y su ejército llegan a la isla Pi'illo para secuestrar también a Peach; se encuentra con Antasma por coincidencia y los dos se unen para encontrar la Piedra del Sueño.
Ambos descubren la ubicación de la piedra, pero los villanos la roban y huyen a una montaña cercana antes de que el dúo pueda alcanzarla. En la ubicación original de la piedra había un «Punto de ensueño», que se extiende por la isla para navegar entre ambos mundos. Entran en el Mundo de los Sueños para encontrar el alma de la Piedra del Sueño, quien les informa sobre el paradero de Antasma. Antasma pospone su llegada poniendo música que hace que Mario y Luigi se duerman. La Piedra del Sueño alcanza su máximo poder, y Antasma y Bowser la usan para desear un castillo impenetrable en el cielo, llamado «Castillo Neo Bowser».
Ambos se encuentran con el Dr. Snoozemore, quien sugiere que encuentren al «Zeekeeper», un ser mítico que puede destruir la barrera impenetrable del castillo. Cuando convocan al Zeekeeper, inicialmente es hostil; después de enterarse de que son amigos del príncipe Dreambert, dispara un poderoso rayo y destruye la barrera, lo que hace que el castillo caiga y aterrice en la isla. Cuando entran al castillo y superan obstáculos creados por Kamek, encuentran a Bowser y Antasma. Este revela que planeó traicionar a Antasma todo el tiempo, toma la Piedra del Sueño y huye al techo del castillo. Antasma intenta escapar a través de un Punto de ensueño, pero es derrotado por Mario y el Luigi soñador. Llegan al techo donde se encuentran Bowser y Peach, y mientras este se jacta de su nuevo poder, Peach usa la piedra para desear que se rompa. En represalia, Bowser consume las piezas y se transforma en «Bowser de ensueño». Finalmente es derrotado y lanzado al cielo, y el grupo escapa del castillo antes de que se derrumbe. Regresan al Castillo en un intento de reparar la Piedra del Sueño, pero accidentalmente crean una «Moneda del Sueño», que genera monedas infinitas. Ellos deciden que el cambio es para mejor, creyendo que poder desear cualquier cosa es demasiado poder y que simplemente comprar lo que querían sería mejor. Mientras tanto, Bowser intenta escapar de la isla a través de un Coche Payaso Koopa, pero las monedas comienzan a llover del cielo debido a la Moneda del Sueño, y el auto es golpeado y se estrella contra el océano.

## Desarrollo y lanzamiento

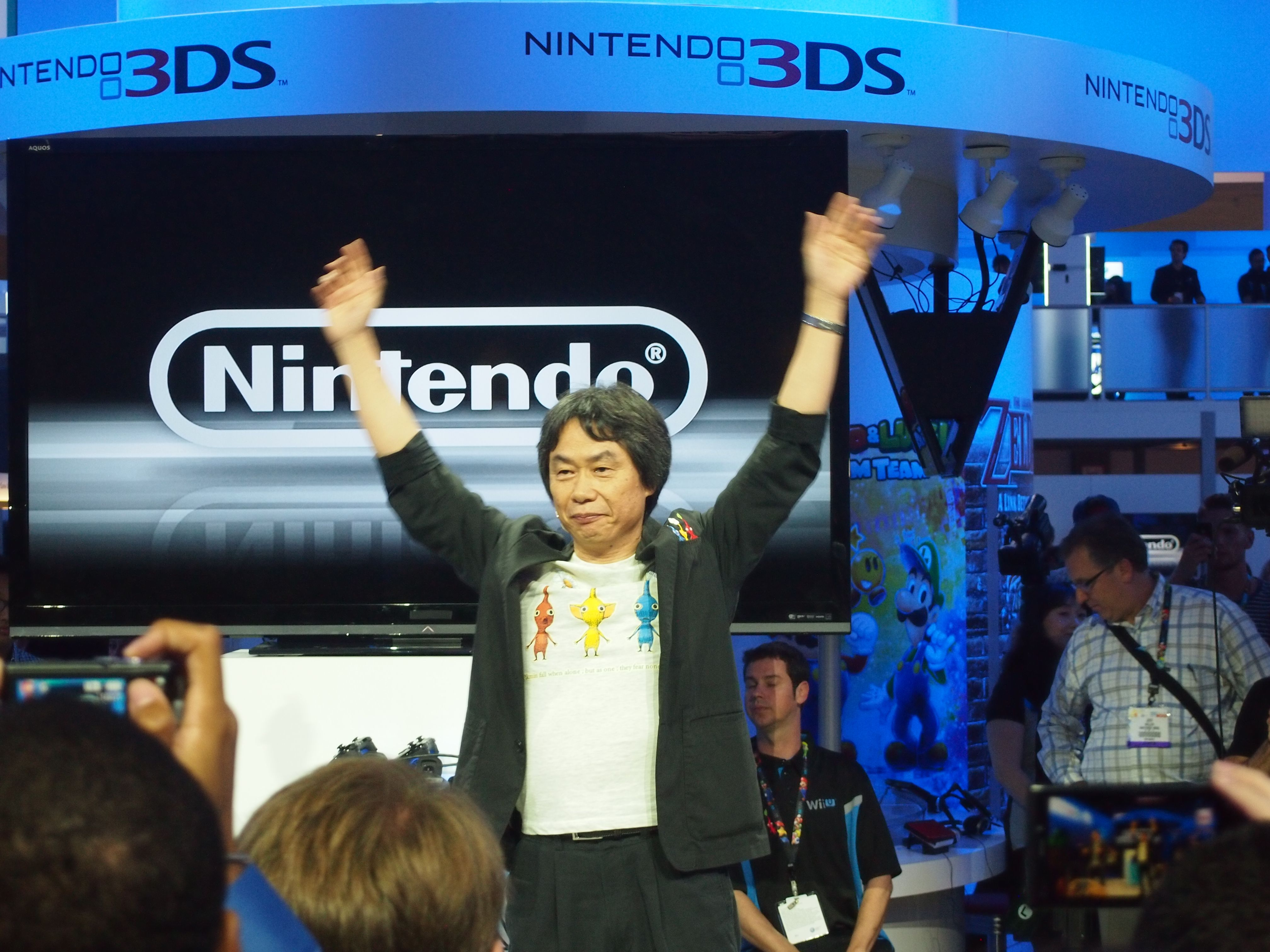
Shigeru Miyamoto en el E3 2013, donde se puede ver un quiosco de demostración para Dream Team en el fondo

Mario & Luigi: Dream Team, al igual que los títulos anteriores de la serie, fue desarrollado por AlphaDream y publicador por Nintendo. El lanzamiento de Dream Team coincidió con El año de Luigi en 2013, destinado a celebrar el 30 aniversario de la creación del personaje. El juego se anunció en el E3 2013 para un lanzamiento internacional en julio del mismo año y agosto en Norteamérica. Se lanzó el 12 y 13 de julio para Europa y Japón respectivamente y el 11 de agosto para América del Norte. También se puso a disposición una demostración en el Nintendo eShop. Después del lanzamiento, Nintendo lanzó una Nintendo 3DS XL con dicho tema con Dream Team instalado. Además, lanzaron kits de relajación que contenían una manta, un estuche para mantas y una venda para los ojos para su programa de recompensas del Club Nintendo en Europa, con el tema de Luigi y la Princesa Peach.

### Concepto

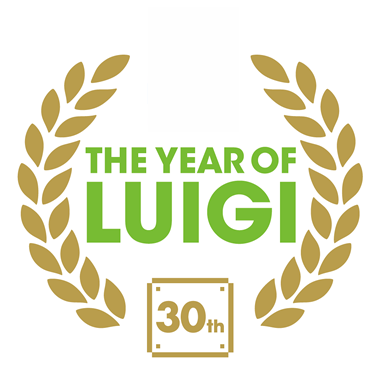
El lanzamiento de Mario & Luigi: Dream Team coincidió con la celebración del año de Luigi (logotipo en la imagen).

Después de terminar el título anterior de la serie Mario & Luigi, Viaje al centro de Bowser, AlphaDream comenzó a considerar nuevas ideas para otra entrada de la serie. Debido al aumento de popularidad debido a Viaje al centro de Bowser, los desarrolladores conceptualizaron ideas que involucraban a Bowser; El director Akira Otani, temiendo que la serie se dirigía en la dirección equivocada, impidió que los desarrolladores usaran cualquier idea de juego que centralizara personajes fuera de Mario o Luigi. Con esta restricción, los desarrolladores conceptualizaron la idea de «tener mucho Luigi en la pantalla que podías controlar y quién correría», según el director, Hiroyuki Kubota. Encontraron que la idea era demasiado complicada para el bajo poder de procesamiento de la Nintendo DS; dado que el desarrollo tuvo lugar inmediatamente después de la entrega anterior, Nintendo lanzaron la Nintendo 3DS durante el proceso, y transfirieron los contenidos a la nueva consola. Descubrieron que esta era la mejor opción, ya que era mucho más poderosa gráficamente. Mientras consideraban un concepto para el Dream Team, consideraron situaciones que justificarían tener varios personajes en la pantalla al mismo tiempo y finalmente se decidieron por un escenario que tuvo lugar dentro de un sueño. Debido a que un mundo de sueños es un escenario abierto, los desarrolladores idearon fácilmente numerosos trucos que podrían tener lugar dentro de él.
El proceso de desarrollo comenzó con la concepción de numerosas ideas y el esbozo y discusión de las que parecían prometedoras. Luego, los diseñadores crearían un prototipo y se eliminaría cualquier cosa inmanejable o difícil de controlar. Por ejemplo, una idea que llegó a la etapa de prototipo fue un volcán formado por Luigis que «erupcionaría» y dispararía más de estos a los enemigos, pero se corto por no controlarlo bien. El primer prototipo consistía en que el jugador guiara a un gran número de personajes hacia un objetivo final sin perder ninguno en el proceso; esto se consideró una experiencia única, pero no una en la que basar todo un juego. En comparación con los títulos anteriores de la serie, que a menudo usaba a Luigi a expensas de las bromas, los desarrolladores intentaron asegurarse de que este fuera tan importante como Mario en Dream Team. Cuando el segundo prototipo del juego se centró en controlar la cara del personaje en la pantalla inferior para cambiar elementos en la parte superior, Otani originalmente estaba en contra debido a que iba en contra de esta filosofía. Según Otani, se rediseño varias veces desde el principio.

### Jugabilidad y gráficos
En las entregas originales de la serie, tanto Mario como Luigi, junto con otros personajes que no eran jugadores, eran sprite bidimensionales debido a limitaciones gráficas. Con el poder gráfico aumentando con el hardware de Nintendo 3DS, los diseñadores gráficos ya no estaban limitados a usar tales diseños bidimensionales y podían cambiar a personajes tridimensionales; sin embargo, los desarrolladores decidieron no hacer el cambio, debido al hecho de que los sprites bidimensionales transmitían mejor las expresiones faciales cómicas. El desarrollo comenzó antes del descubrimiento de los avances de la consola, por lo que los desarrolladores utilizaron modelos tridimensionales para la construcción de mundos y los lugares. Seis diseñadores gráficos tuvieron que rediseñar cada personaje utilizando la profundidad estereoscópica para que parecieran tridimensionales y se destacaran menos en comparación con el entorno; la mayoría de las animaciones se hicieron a mano para los protagonistas, como cuando Luigi tiene una «L» en su gorra y Mario levanta icónicamente su mano izquierda mientras salta, lo que significa que las animaciones no pueden simplemente reflejarse. Según los desarrolladores, esta es una de las principales razones por las que Dream Team tardó tres años en completarse.
En una entrevista con USGamer, el productor Akira Ohtani explicó que los tutoriales sobre temas minúsculos, como cómo saltar, son vitales para las audiencias más jóvenes que también están jugando y se incluyeron como tales. Los desarrolladores intentaron encontrar formas de incluir tutoriales en la historia para evitar interrumpir el flujo de la historia principal. También se enfatizaron muchas características para ayudar en aspectos difíciles, como un modo lento para cronometrar el combate. Tocando el tema con Kotaku, lo usaron para experimentar qué cantidad de tutoriales se necesitan, y que los datos se incorporarían al siguiente título.

### Escritura y personajes
El diálogo del juego, más específicamente el humor, fue escrito pensando en una audiencia internacional y se diseño para atraer a cualquier edad y grupo demográfico nacional. Según el traductor norteamericano Nate Bihldorff, los escritores tuvieron éxito al hacerlo y se necesitaron muy pocos cambios en la traducción. Sin embargo, en un caso, Bihldorff transformó a un dúo de personajes en hombres fuertes rusos estereotípicos para justificar mejor sus eslóganes cortos.
Los personajes fueron conceptualizados por un diseñador gráfico específico, y Kubota revisó sus diseños para ver si podían funcionar bien en una ubicación específica. El proceso de revisión se redujo principalmente a «si tienen esa sensación de Mario y Luigi» según Kubota, y si su diseño de sprite podría usarse o no para una «gama de expresividad cómica». Una vez aprobados, los diseños se enviaron al equipo más estricto de propiedad intelectual (IP) de Nintendo; Kubota generalmente evitaba que los diseños fueran demasiado fuera de lo común, pero a menudo intentaba superar los límites del equipo de IP, lo que generalmente conducía al fracaso. Una restricción importante que AlphaDream impuso a los diseñadores era excluir la vulgaridad explícita e indirecta. Los desarrolladores también reintrodujeron personajes de títulos anteriores de Mario & Luigi como personajes secundarios para atraer a los fanáticos mayores de la serie.

## Recepción

### Reseñas críticas
Mario & Luigi: Dream Team recibió un 81/100 en el agregador de reseñas Metacritic basado en 75 críticas y 294 calificaciones, lo que indica «críticas generalmente favorables».
Los revisores elogiaron a los personajes y sus rasgos de personalidad diversos y definidos. Justin Towell de GamesRadar+ describió la naturaleza del juego como «relajada», elogió el estilo artístico vibrante y las expresiones de los personajes de dibujos animados. Mark Walton de GameSpot aplaudió a los personajes que se encuentran en el Mundo de sueños y sintió que poblaban bien el área al ser de naturaleza diversa, lo que hizo que la exploración en general fuera más agradable. Escribiendo para VentureBeat, Stephanie Carmichael consideró que Dream Team celebró el Año de Luigi con éxito con la forma en que usó el Mundo de sueños para enfatizar un contraste entre en dicho personaje del mundo real y su variante otro mundo, donde es mucho más carismático y talentoso. A Thomas Whitehead de Nintendo Life le gustó el hecho de que nunca tomó en serio a sus antagonistas y la diversidad de personalidad entre ellos. Por el contrario, se criticó la longitud de la trama, en parte debido al uso de aspectos tediosos de la trama y tutoriales excesivos. Whitehead creía que la trama era demasiado larga, pero el diálogo interesante evitaba que la historia se sintiera demasiado larga; sin embargo, ciertas misiones secundarias parecían tediosas en comparación. Carmichael a menudo descubrió que requería retroceder en un grado innecesario, especialmente hacia las horas finales del título. Simon Parkin de Eurogamer y Daniel Krupa de IGN sintieron que el uso excesivo de tutoriales hizo que Dream Team comenzara lentamente, pero cayó en un «ritmo satisfactorio», según Parkin, cuando se completaron los tutoriales.
Dan Ryckert de Game Informer sintió que el uso del aumento de estadísticas y los minijuegos en el momento adecuado ofrecían una distracción necesaria de la historia principal. Del mismo modo, Whitehead recordó positivamente la cantidad de armas y utilidades que se pueden obtener, y cómo la elección de dificultad Fácil y Difícil que le dio un cambio de ritmo. Krupa, al igual que en entregas anteriores, llamó al concepto de controlar a Mario y Luigi simultáneamente «sorprendentemente intuitivo», más aún con la nueva mecánica introducida.
El combate ha sido elogiado entre los críticos por su uso de la interacción y el compromiso del jugador. Whitehead descubrió que los Ataques Bros. se entretejió con éxito en sus elementos de plataforma. Parkin elogió la decisión de utilizar la habilidad basada en el tiempo en lugar de la estrategia táctica, una forma de combate que consideraba única y que ayudó a Dream Team a diferenciarse de otros videojuegos de rol. Ryckert reverenciaba la variedad de opciones de ataque y trucos, lo que hacía que cada escenario de combate fuera agradable. Si bien Walton notó personalmente la falta de variedad, el uso de la participación constante de los jugadores lo compensó. Krupa disfrutó de cómo cada batalla era única, con cada enemigo teniendo diferentes debilidades y ventajas que ayudaron a mantener el combate fresco durante todo el juego. Carmichael también elogió el combate de manera similar; el aspecto del tiempo funcionó bien en comparación con otros del género que simplemente implicaban presionar botones, y la adición de gráficos tridimensionales permitió habilidades más innovadoras. Sin embargo, se burló de las batallas contra jefes, que eran demasiado genéricas y difíciles para disfrutarlas.
La mecánica y el uso de trucos basados en el personaje en los aspectos oníricos también fueron bien recibidos. Ryckert comparó las fases de los sueños con los títulos antiguos de Super Mario, y disfrutó especialmente el uso de la interacción Luigi soñador para obtener más oportunidades de plataformas. Parkin sintió que los trucos basados en este a menudo eran demasiado restringidos y no dejaban muchas oportunidades experimentales para el jugador. Walton descubrió que el Mundo de sueños y sus respectivos trucos eran la mejor parte del juego, que ofrecía contenido diverso que se destacaba de otros títulos de Mario & Luigi. Ryckert elogió los diversos trucos orientados en torno a dicho personaje en el Mundo de sueños y cómo ayudaron a romper el ritmo de la historia con éxito. Él, junto con Whitehead, también destacó un elemento específico que hacía que el usuario girara la 3DS hacia los lados para mostrar un estilo de retrato, que consideraron uno de los muchos «momentos destacados». Towell elogió los diversos usos y la cantidad de trucos en ambos universos, pero finalmente sintió que se usaron demasiado bien, lo que hizo que las sesiones de plataformas fueran aburridas en comparación. Sin embargo, algunos críticos sintieron que el truco del sueño no se utilizó en todo su potencial. Aunque Krupa vio que los trucos de dicho mundo eran únicos y dignos de explorar más a fondo, sintieron que a menudo se alejaba de ellos demasiado rápido para permitir que cada mecánica se usara en todo su potencial. Según él, «no hay lugar para la invención y la improvisación, solo te dice qué poder usar y cuándo. Se siente como un desperdicio de algunas mecánicas realmente fantásticas».
Los gráficos y la construcción de mundos recibieron opiniones encontradas; mientras que algunos los encontraron diversos y únicos, otros los encontraron sin inspiración. Carmichael llamó a Dream Team «un país de las maravillas de gráficos, color y sonido en tercera dimensión», y dijo que el Mundo de sueños llevó la construcción del mundo «al siguiente nivel». Por el contrario, Parkin creía que la función de tener dos universos para atravesar se ejecutaba con éxito, pero los gráficos en ambos mundos eran irregulares y poco atractivos. Krupa encontró que era mucho más atractivo que su contraparte del mundo real, que era mucho más aburrido y gráficamente poco interesante en comparación.

### Ventas
Según el rastreador de ventas Media Create, Dream Team vendió poco menos de 100.000 copias en su primera semana en Japón, el doble de las ventas de los subcampeones en su lista, Yo-kai Watch y Pikmin 3, el último de los cuales se lanzó para Wii U. A pesar de la ubicación en la cima de las listas, esto estuvo por debajo de las expectativas de Nintendo; Viaje al centro de Bowser vendió aproximadamente 200 000 en su primera semana y se enviaron 392 200 copias del juego a las tiendas en Japón. Solo se vendió el veinticinco por ciento de las acciones, y Media Create sugirió que esto puede deberse a que Pikmin 3 también tenía una gran demanda. Continuó permaneciendo en las listas de los diez primeros en Japón y Europa el mes siguiente, y vendió aproximadamente 250.000 copias el 18 de agosto en Japón. A finales de octubre, las ventas alcanzaron los 1,37 millones en todo el mundo, y más de 2 millones a finales de año, similar a la de Luigi's Mansion: Dark Moon. A partir de 2020, el título había vendido 2,62 millones de unidades y es uno de los videojuegos más vendidos de la Nintendo 3DS.